# Peder Nyman
Peder Nyman, född 1 juli 1940 i Engelbrekts församling i Stockholm, död 2001, var en svensk-dansk tidningstecknare.
Peder Nyman var son till den danska barnboksillustratören Ingrid Vang Nyman och den svenske poeten Arne Nyman och växte upp i Stockholm. Han var framför allt känd för sina karikatyrer under signaturen "NYMAN" i Köpenhamnsdagstidningen Politiken.